# 低冠蜥屬
低冠蜥屬（Brachylophus），又名斐濟鬣蜥屬，是南太平洋斐濟及湯加特有的一屬蜥蜴。

## 分類
低冠蜥屬的冠很短，由冠沿背部長滿棘。牠們與世界上其他的美洲鬣蜥科分隔開來。相信牠們是演化自於1300萬年前由南美洲跨越太平洋到來的綠鬣蜥。現存的物種如下：
- Brachylophus bulabula Fisher, Harlow, Edwards & Keogh, 2008：於斐濟中部發現，經基因及形態分析後確定是新的物種。[2]
- 斐濟帶紋鬣蜥 Brachylophus fasciatus (Brongniart, 1800)
- Brachylophus gau Fisher, Niukula, Watling & Harlow, 2017[3]
- 斐濟冠狀鬣蜥 Brachylophus vitiensis Gibbons, 1981

另外，在湯加的利夫卡島及湯加塔布市發現了一種史前但已滅絕的巨型低冠蜥屬，其體型有如岩鬣蜥屬，估計是被人類及所馴養的動物迫害而消失。

## 外部連結
- B. bulabula的圖片